# Гальмстад (аеропорт)
Аеропорт Гальмстад (швед. Halmstads flygplats (IATA: HAD, ICAO: ESMT)), також відомий як Аеропорт Гальмстад-Сіті — аеропорт розташований за 1.9 км NW від Гальмстад, місто в муніципалітеті Гальмстад округу Галланд, Швеція. Аеропортом управляє муніципалітет Гальмстад з 2006 року. 
Аеропорт Гальмстад був базою повітряних сил (F14) в 1944–1961 роках. Аеропорт все ще використовується ВПС Швеції, авіатрафік ВПС — 800-1300 рейсів/рік.

## Опис
Аеропорт знаходиться на висоті 31 м вище середнього рівня моря та має одну злітно-посадкову смугу, позначену 01/19, з асфальтовою поверхнею розміром 2261x40 м.

## Авіакомпанії та напрямки
| Авіакомпанія | Пункт призначення                   |
| ------------ | ----------------------------------- |
| Air Europa   | Сезонний чартер: Пальма-де-Мальорка |
| Air Leap     | Стокгольм-Бромма                    |

## Статистика
| Рік  | Пасажирообіг | Зміна    | Вітчизняні | Зміна    | Міжнародний | Зміна    |
| ---- | ------------ | -------- | ---------- | -------- | ----------- | -------- |
| 2019 | 124 415      | ▼ 0 7,8% | 111 053    | ▼ 0 7,7% | 13 362      | ▼ 0 8,5% |
| 2018 | 134 916      |          | 120 314    |          | 14 602      |          |

Див. джерело запитів Вікіданих та джерела.

## Зовнішні посилання
Вікісховище має мультимедійні дані за темою: Гальмстад (аеропорт)
- HalmstadsFlygplats.se [Архівовано 29 червня 2016 у Wayback Machine.]
- Історія інцидентів аеропорту HAD на Aviation Safety Network